# Gemeentelijk ruimtelijk structuurplan
Volgens het decreet van 18 mei 1999 moet elke Vlaamse gemeente of stad een gemeentelijk ruimtelijk structuurplan (GRS) opmaken. Dit plan vervangt de oude stedenbouwwet van 1962. Het gemeentelijk ruimtelijk structuurplan is een beleidsplan waarin een gemeente in algemene termen aangeeft hoe ze in de toekomst de ruimte op haar grondgebied wil invullen. Het plan zegt dus niets op het niveau van de individuele percelen, maar vormt de basis voor de ruimtelijke uitvoeringsplannen (RUP) en verordeningen die wél uitspraak doen over specifieke percelen.